# Ratpenat frugívor de Bergmans
El ratpenat frugívor de Bergmans (Myonycteris relicta) és una espècie de ratpenat que es troba a Kenya, Tanzània i Zimbàbue.
Viu als boscos i a les sabanes.